# Крешево (громада)
Крешево (хорв. і босн. Opština Kreševo, серб. Општина Крешево) — боснійська громада, розташована в Середньобоснійському кантоні Федерації Боснії і Герцеговини. Адміністративним центром є місто Крешево.
| Боснія і Герцеговина | Це незавершена стаття з географії Боснії і Герцеговини. Ви можете допомогти проєкту, виправивши або дописавши її. |